# Gare de La Ciotat
Gare de La Ciotat vasútállomás Franciaországban, La Ciotat településen.

## Vasútvonalak
Az állomást az alábbi vasútvonalak érintik:
- Marseille–Ventimiglia-vasútvonal

## Kapcsolódó állomások
A vasútállomáshoz az alábbi állomások vannak a legközelebb:
- Gare de Saint-Cyr-Les Lecques - La Cadière
- Gare de Cassis